# L0phtcrack
 (septembre 2016).
L0phtcrack est un logiciel d'audit de mot de passe qui a été créé par L0pht Heavy Industries.
L0pht Heavy Industries était un groupe de pirates informatiques basé a Boston. Leur principale création, L0phtcrack, sert à pirater les mots de passe, que ce soit sur des sites web, des ordinateurs ou des bases de données.